# Benjamín de Kalamata
Benjamín de Kalamata fue durante mucho tiempo canciller del Principado de Acaya en los territorios francos de Grecia desde 1297 hasta al menos 1324.
Benjamín aparece por primera vez en 1297, cuando, tras la muerte del príncipe de Acaya, Florencio de Henao, su viuda , la princesa Isabel de Villehardouin se retiró al castillo de Kalamata. Isabel nombró a Ricardo Orsini para gobernar en su lugar como bailío y nombró a Benjamin, que había sido protovestiario del principado —un cargo equivalente al chambelán occidental y encargado de mantener la lista de los feudos— como nuevo canciller. Benjamín fue sucedido como protovestiario por un griego llamado Vasilópulo. En 1300, Ricardo Orsini fue reemplazado como bailío por Nicolás III de Saint Omer, por consejo de Benjamin. Mariscal hereditario del Principado y uno de sus barones más poderosos, Nicolás III también era amigo íntimo de Benjamín. Esto inició un período de rivalidad entre Ricardo y Benjamin.
En 1301, la princesa Isabel se casó con su tercer marido, Felipe de Saboya. El nuevo príncipe rápidamente se hizo impopular en Acaya por su arrogancia, modales despóticos y desprecio por las costumbres feudales del principado. Inmediatamente después de su llegada, siguió el consejo de un partidario de Ricardo Orsini, Felipe arrestó a Benjamin bajo el cargo de traición y lo encarceló en Andravida. Nicolás III se enfrentó inmediatamente al nuevo príncipe en Glarentza y protestó con vehemencia por este acto; la violencia se evitó gracias a la intervención de los consejeros de Isabel y Felipe. Benjamín fue puesto en libertad después de un pago de veinte mil hiperpirones, y recibió a cambio la posesión de un feudo en Peracora, cerca de Corinto. A pesar de este comienzo desfavorable, Benjamín se las arregló rápidamente para ganarse la confianza y la estima de Felipe; siguiendo su consejo, el príncipe ahora obligó a Ricardo Orsini a comprar un feudo por la misma suma de veinte mil hiperpirones, que, dada su propia muerte y el deceso de su único heredero poco después, volvió al fisco aqueo.
En 1304 fue uno de los testigos del matrimonio del hijo y heredero de Ricardo Orsini, Juan I Orsini, y María Comneno Ducas. En diciembre de 1320, Benjamín se convirtió en ciudadano de la República de Venecia y, en junio del año siguiente, se encontraba entre los magnates aqueos que enviaron una carta al dux de Venecia ofreciéndole entregarle el Principado. Todavía ocupaba el puesto de canciller en junio, cuando se dirigió una carta del príncipe Felipe I de Taranto a la nobleza y los magnates aqueos.